# Білогорська сільська рада
Білого́рська сільська рада (рос. Белогорский сельский совет) — сільське поселення у складі Біляєвського району Оренбурзької області Росії.
Адміністративний центр — селище Білогорський.

## Історія
Станом на 2002 рік до складу сільради входило селище Правобережний, яке пізніше було передано до складу сусіднього Сарактаського району.

## Населення
Населення — 1362 особи (2019; 1549 в 2010, 2033 у 2002).

## Склад
До складу сільської ради входять:
| Населений пункт          | Населення, осіб (2002) | Населення, осіб (2010) |
| ------------------------ | ---------------------- | ---------------------- |
| Алабайтал, село          | 573                    | 481                    |
| Білогорський, селище     | 747                    | 619                    |
| Гір'ял, село             | 599                    | 441                    |
| Друга П'ятилітка, селище | 27                     | 8                      |